# パイオニア郡区 (アイオワ州シーダー郡)
パイオニア郡区は、アメリカ合衆国、アイオワ州、シーダー郡にある17の郡区の一つである。2000年の国勢調査で、人口は1810人だった。

## 地理
パイオニア郡区は、94.6平方キロメートル（36.53平方マイル)で、Mechanicsvilleが含まれる。
アメリカ地質調査所によると、この郡区はAndreとPioneerとRose HillとUnionの4つの霊園が含まれる。